# Moldovenești
Moldovenești é uma comuna romena localizada no distrito de Cluj, na região histórica da Transilvânia. A comuna possui uma área de 144.96 km² e sua população era de 3610 habitantes segundo o censo de 2007.